# Bahnprojekt Ulm–Augsburg
| |                           |                                |                                |
| Spurweite: | 1435 mm (Normalspur)      |                                |                                |
| Streckenklasse: | D4                        |                                |                                |
| Stromsystem: | 15 kV 16,7 Hz ~           |                                |                                |
| Maximale Neigung: | 8 ‰                       |                                |                                |
| Streckengeschwindigkeit: | 265 km/h                  |                                |                                |
| Zugbeeinflussung: | ETCS Level 2 ohne Signale |                                |                                |
| Zweigleisigkeit: | durchgehend               |                                |                                |
| |                           |                                |                                |
| \| \| \| von Ulm \| \| \| \| \| Neu-Ulm \| \| \| \| \| nach Kempten \| \| \| \| \| nach Augsburg \| \| \| \| \| Ulm–Augsburg \| \| \| \| \| \| \| \| \| \| Günztal \| \| \| \| \| \| \| \| \| \| \| \| \| \| \| \| \| \| \| \| \| \| \| \| \| Kammeltal \| \| \| \| \| \| \| \| \| \| \| \| \| \| \| Augsburg–Ulm \| \| \| \| \| \| \| \| \| \| \| \| \| \| \| \| \| \| \| \| Zusmarshausen \| \| \| \| \| \| \| \| \| \| Laugnatal \| \| \| \| \| \| \| \| \| \| \| \| \| \| \| Augsburg–Nördlingen \| \| \| \| \| von Ulm \| \| \| \| \| von Nördlingen \| \| \| \| \| von Augsburg Hirblinger Straße \| \| \| \| \| Augsburg-Oberhausen \| \| \| \| \| nach Augsburg \| \| |                           |                                |                                |
| Verschwenkung nach links · Verschwenkung nach rechts |                           | von Ulm                        | von Ulm                        |
| Bahnhof |                           | Neu-Ulm                        | Neu-Ulm                        |
| Abzweig geradeaus und nach rechts |                           | nach Kempten                   | nach Kempten                   |
| Abzweig ehemals geradeaus und nach rechts |                           | nach Augsburg                  | nach Augsburg                  |
| Kreuzung geradeaus oben (Strecke geradeaus außer Betrieb) |                           | Ulm–Augsburg                   | Ulm–Augsburg                   |
| Dienststation / Betriebs- oder Güterbahnhof (Strecke außer Betrieb) |                           |                                |                                |
| Brücke über Wasserlauf (Strecke außer Betrieb) |                           | Günztal                        | Günztal                        |
| Tunnel (Strecke außer Betrieb) |                           |                                |                                |
| Tunnel (Strecke außer Betrieb) |                           |                                |                                |
| Tunnel (Strecke außer Betrieb) |                           |                                |                                |
| Tunnel (Strecke außer Betrieb) |                           |                                |                                |
| Brücke über Wasserlauf (Strecke außer Betrieb) |                           | Kammeltal                      | Kammeltal                      |
| Tunnel (Strecke außer Betrieb) |                           |                                |                                |
| Verschwenkung von links (Strecke außer Betrieb) |                           |                                |                                |
| Kreuzung geradeaus oben (Strecke geradeaus außer Betrieb) · Abzweig quer und ehemals von links |                           | Augsburg–Ulm                   | Augsburg–Ulm                   |
| Verschwenkung nach links (Strecke außer Betrieb) · Verschwenkung nach rechts (Strecke außer Betrieb) |                           |                                |                                |
| Tunnel (Strecke außer Betrieb) |                           |                                |                                |
| Tunnel (Strecke außer Betrieb) |                           |                                |                                |
| Bahnhof (Strecke außer Betrieb) |                           | Zusmarshausen                  | Zusmarshausen                  |
| Tunnel (Strecke außer Betrieb) |                           |                                |                                |
| Brücke über Wasserlauf (Strecke außer Betrieb) |                           | Laugnatal                      | Laugnatal                      |
| Tunnel (Strecke außer Betrieb) |                           |                                |                                |
| Tunnel (Strecke außer Betrieb) |                           |                                |                                |
| Kreuzung geradeaus oben (Strecke geradeaus außer Betrieb) |                           | Augsburg–Nördlingen            | Augsburg–Nördlingen            |
| Abzweig ehemals geradeaus und von rechts |                           | von Ulm                        | von Ulm                        |
| Abzweig geradeaus und von rechts |                           | von Nördlingen                 | von Nördlingen                 |
| Abzweig geradeaus und von rechts |                           | von Augsburg Hirblinger Straße | von Augsburg Hirblinger Straße |
| Bahnhof |                           | Augsburg-Oberhausen            | Augsburg-Oberhausen            |
| Verschwenkung von links · Verschwenkung von rechts |                           | nach Augsburg                  | nach Augsburg                  |

Das Bahnprojekt Ulm–Augsburg, kurz ULA, ist ein Projekt mit dem Ziel, eine zweigleisige Neu- und Ausbaustrecke zwischen Neu-Ulm und Augsburg zur Ergänzung der bestehenden Bahnstrecke Augsburg–Ulm zwischen Augsburg Hauptbahnhof und dem Bahnhof Neu-Ulm zu errichten. Es löst frühere Überlegungen, Planungen sowie teilweise umgesetzte Pläne zum Ausbau der in den 1990er Jahren teilweise ausgebauten Bestandsstrecke ab. Die Strecke soll von Personen- und Güterverkehr befahren werden, im Zuge des Deutschland-Takts soll somit zwischen Ulm und Augsburg eine Fahrzeit im Fernverkehr (ohne Halt in Günzburg) von 26 Minuten erreicht werden (12 Minuten schneller als derzeit).
Das Raumordnungsverfahren wurde 2024 abgeschlossen.
Für die Strecke sind gemäß Bundesverkehrswegeplan, zum Preisstand von 2015, Investitionen von 2,039 Milliarden Euro vorgesehen. Der Fertigstellungstermin der Strecke ist aufgrund des frühen Planungsstadiums noch nicht bekannt.
Die geplante Strecke ist Teil des Kernnetzes der Transeuropäischen Verkehrsnetze.

## Verkehrliche Zielsetzungen
Die Fahrzeit im Fernverkehr zwischen Ulm und Augsburg soll von heute 38 bis 43 auf 26,0 Minuten (ohne Halt in Günzburg, inkl. Bau- und Regelzuschlag) verkürzt, der Bahnhof Günzburg mit bis zu 300 km/h schnellen Fahrzeugen erreicht werden können. Vorgesehen waren zunächst Bogenradien von ungefähr 3 km. Um Güterverkehr zu ermöglichen, sollte die maximale Längsneigung zunächst auf 12,5 Promille begrenzt werden. Ende 2021 wurden die Bogenradien mit mindestens 4 km und die maximale Längsneigung mit 8 Promille angegeben. Ferner sind Überholbahnhöfe im Abstand von etwa 20 km geplant. Überleitstellen sind im Abstand von etwa 5 km vorgesehen.
In dem 2019 vorgelegten 2. Gutachterentwurf des Deutschlandtakts waren zwischen Ulm und Augsburg im Fernverkehr vier 230 bis 300 km/h schnelle Zugpaare pro Stunde vorgesehen. Die planmäßige Fahrzeit beträgt 29 Minuten ohne und 39 Minuten mit Halt in Günzburg. Eine zweistündig geplante, 300 km/h schnelle Fernverkehrslinie sollte zwischen München und Stuttgart ohne Halt in 90 Minuten Fahrzeit verkehren. In dem 2020 vorgelegten 3. Gutachterentwurf sind nunmehr noch dreieinhalb Zugpaare pro Stunde und Richtung geplant. Mit 300 km/h schnellen Fahrzeugen soll dabei eine Zielfahrzeit von 26 Minuten erreicht werden. Die Zielfahrzeit von 26 Minuten bezieht sich auf einen ICE 3 und beinhaltet 1,5 Minuten Bauzuschlag. Für Fernverkehrszüge mit Halt in Günzburg sieht der Bundesverkehrswegeplan zwischen Augsburg und Ulm eine Fahrzeit von höchstens 40 Minuten vor, bezogen auf ein Referenzfahrzeug mit einer Höchstgeschwindigkeit von 230 km/h.
Eine 2021 vorgelegte Prognose des Bundes erwartet täglich bis zu 56 Zugpaare des Schienenpersonenfernverkehrs (SPFV) sowie 16 Zugpaare des Güterverkehrs auf der Strecke. Pro Jahr werden zwölf Millionen Reisende prognostiziert. Auf der Bestandsstrecke sollen neben dem Nahverkehr auch 33 Zugpaare des Güterverkehrs verbleiben. Der Schienenpersonenfernverkehr soll weitgehend über die neue Strecke geführt werden; die Bestandsstrecke spielt nur für die Anbindung von Günzburg noch eine Rolle.

## Geschichte

### Projektentscheid
Der Bundesverkehrswegeplan sieht mehrere Varianten des Ausbaus beziehungsweise Neubaus der Bahnstrecke vor, ohne sich auf eine Variante festzulegen. Bewertet wurden dabei drei Varianten (Kosten und Nutzen jeweils als Barwerte zum Stand 2012):
- Mit einem reinen Ausbau auf einer Länge von 43,5 km, zwischen Neu-Ulm und Günzburg sowie Dinkelscherben und Augsburg, jeweils für 200 km/h und mit einem dritten Gleis, sollte eine Fahrzeitverkürzung von 2 Minuten erreicht werden. Einem erwarteten Nutzen von 0,4 Mrd. Euro standen erwartete Kosten von 0,7 Mrd. Euro gegenüber, die zu einem Nutzen-Kosten-Verhältnis von 0,7 führten.[15]
- Eine 70 km lange Neu- und Ausbaustrecke für bis zu 250 km/h, zwischen Neu-Ulm und Dinkelscherben sowie ein 3. Gleis im weiteren Verlauf bis Augsburg, sollte eine Fahrzeitverkürzung von 10 Minuten erreichen. Bewertungsrelevanten Kosten von 1,3 Mrd. Euro stand dabei ein Nutzen von 2,8 Mrd. gegenüber, entsprechend einem Nutzen-Kosten-Verhältnis von 2,1.[16]
- Eine 66 km lange Neubaustrecke zwischen Ulm und Augsburg, ausgelegt für 200 km/h zwischen Neu-Ulm und Unterfahlheim und ein daran anschließenden Abschnitt für 250 km/h bis Augsburg-Bärenkeller. Bei einer Fahrzeitverkürzung von 15 Minuten wurde ein Nutzen von 4,0 Mrd. Euro erzielt, bei bewertungsrelevanten Kosten von 1,5 Mrd. Euro, Nutzen-Kosten-Verhältnis von 2,7 erreicht.[17]

Ende Februar 2019 verkündete die Deutsche Bahn den Projektstart für den geplanten Ausbau. Wie genau die etwa 85 Kilometer lange Strecke zwischen den benachbarten Großstädten Augsburg und Ulm ausgebaut werden sollte, war noch unklar. Die Fahrzeit sollte von mehr als 40 Minuten zunächst auf 27 Minuten verkürzt werden, Züge sollen dafür künftig bis 250 km/h schnell fahren können. Im November 2019 bezog das Projektteam Räumlichkeiten in Augsburg. Ein Projektkoordinierungsrat war vorgesehen.

### Planung
Im Januar 2018 gab der Bund Planungsmittel frei.
Nach der 2019 angelaufenen Grundlagenermittlung sollte Stand März 2020 im 2. Halbjahr 2020 die Vorplanung beginnen.
Da eine erste Ausschreibung der Deutschen Bahn für Planungsleistungen erfolglos blieb aufgrund eines allgemeinen Mangels an Fachkräften in Planungsbüros, verzögerte sich die ursprünglich für Anfang 2024 vorgesehene parlamentarische Befassung.

#### Grundlagenermittlung und Vorplanung
Einhergehend mit der Auftaktsitzung des Projektkoordinierungsrates wurden am 16. Oktober 2020 in Augsburg die Ergebnisse der Grundlagenermittlung vorgestellt. Aufgrund der Randbedingungen wie der dichten Besiedlung, hoher Raumwiderstände und vieler Landschaftsschutzgebiete würden sich „nur eine Handvoll Trassierungsräume“ ergeben. Daraus wurden vier Varianten sowie eine Untervariante möglicher Trassenkorridore von jeweils rund 500 m Breite entwickelt.
Danach schloss sich die Vorplanung an. Die vier aus den Trassenkorridoren entwickelten Grobtrassen wurden im Oktober 2021 vorgestellt.
- Die Variante Violett beginnt in Augsburg Hauptbahnhof, führt als Ausbaustrecke entlang der Bestandsstrecke etwa vor Diedorf, um dort als Neubaustrecke über das Schmuttertal Richtung Burgau zu schwenken, wo sie die Bestandsstrecke überquert und die Bundesautobahn 8 erreicht. Von dort verläuft sie südlich von Günzburg und trifft etwa bei Unterfahlheim auf die Bestandsstrecke und führt als zweigleisige Ausbaustrecke entlang der Bestandsstrecke bis Neu-Ulm.[27][28]
- Die Variante Türkis verlässt Augsburg Richtung Gersthofen und schwenkt dort an die Bundesautobahn 8, mit der sie bis Adelsried in dichter Bündelung und anschließend bis Scheppach in loser Bündelung verläuft. Bei Scheppach kreuzt sie die Bestandsstrecke und die Autobahn, um weiter nach Burlafingen zu führen, wo die Strecke wiederum zweigleisig parallel zur Bestandsstrecke bis Neu-Ulm führt.[27][28] Die Variante hat die meisten Neubauanteile. Sie mündet ferner direkt in den Bahnhof Neu-Ulm ein.[28]
- Die Variante Orange schwenkt ebenfalls bei Gersthofen an die Bundesautobahn 8, mit der sie bis südlich von Günzburg in dichter Bündelung verläuft. Nach dem daran anschließenden Schwenk nach Süden entspricht der letzte Abschnitt bis Neu-Ulm dem Verlauf der Variante türkis.[26]
- Die Variante Blau entspricht in etwa dem Konzeptentwurf des Bundesverkehrswegeplans. Beginnend in Augsburg als Ausbaustrecke bis etwa in Höhe Dinkelscherben, geht dort in eine zweigleisige Neubaustrecke weiter nach Westen und erreicht bei Burlafingen (bei Neu-Ulm) die Bestandsstrecke, um mit zwei Gleisen bis Neu-Ulm zu führen.[27] Eine hell- und eine dunkelblaue Untervariante unterschied sich durch die Linienführung bei Autenried, das nördlich bzw. südlich umfahren werden sollte.[28] Diese Variante wurde westlich von Dinkelscherben verworfen, da sie die Zielfahrzeit mit Halt in Günzburg nicht erreichen würde.[26]
- Grün war die kürzeste der 2020 vorgestellten Varianten. Sie führt vom Hauptbahnhof Augsburg über die „Gleisbautrasse“ (durch den heutigen Gleisbauhof) unterirdisch in den Westen von Augsburg und weiter nach Neusäß, das ebenfalls zu untertunneln wäre. Von dort geht es relativ gerade durch das Schmuttertal weiter Richtung Burgau, um dort die Bestandsstrecke zu kreuzen und gerade weiter nach Burlafingen zu führen, von dort als zweigleisige Ausbaustrecke entlang der Bestandsstrecke bis Neu-Ulm.[27][28] Der östliche Teil dieser Trasse wurde aufgrund technischer Risiken im Bereich Augsburg verworfen.[26]
- Die Variante Blau-Grün wurde aus dem östlichen Abschnitt der Variante Blau und dem westlichen Abschnitt der Variante Grün gebildet, die zwischen Dinkelscherben und Freihalden verknüpft wurden.[26]

| Variante  | Länge   | Fahrzeit Ulm–Augsburg | Fahrzeit Ulm–Augsburg |
| Variante  | Länge   | direkt                | über Günzburg         |
| --------- | ------- | --------------------- | --------------------- |
| Violett   |         | 26 min                | 40 min                |
| Türkis    | 72,1 km | 23 min                | 38 min                |
| Orange    |         | 25 min                | 38 min                |
| Blau      |         | 26 min                | 44 min                |
| Grün      |         | 24 min                | 38 min                |
| Blau-Grün | 77,4 km | 26 min                | 40 min                |

Noch im Jahr 2022 sollten Feintrassierungen vorgestellt werden.
Im Februar 2022 wurde die Vorplanung zu den im Sommer 2021 ausgearbeiteten Grobtrassierungen ausgeschrieben.

#### Raumordnungsverfahren
Im Februar 2023 wurden der Regierung von Schwaben die Unterlagen für das Raumordnungsverfahrens übergeben, die sie im September 2023 veröffentlichte und Gelegenheit zur Stellungnahme bis zum 31. Oktober 2023 eingeäumte.
Die Regierung von Schwaben schloss das Raumordnungsverfahren mit der Landesplanerischen Beurteilung vom 29. Mai 2024 ab. Diese ergab eine mit Maßgaben positive Beurteilung der Trassenvarianten Violett mit den Untervarianten Durchfahrung und Umfahrung Burlafingen, Orange mit den Untervarianten Enge Bündelung A 8 und Tiefbahnhof Zusamtal und Türkis. Den Erfordernissen der Raumordnung nicht entsprächen dagegen die Trassenvariante Blau-Grün – aufgrund einer Querung von für die künftige Trinkwasserversorgung wichtigen Grundwasservorkommen im Landkreis Günzburg – und die Untervariante Tunnel Mindeltal der Variante Orange – aufgrund des geplanten Hochwasserrückhaltebeckens südlich von Burgau.

#### Möglicher Regionalzughalt Zusmarshausen
Das Bayerische Verkehrsministerium ließ auf Bitten des Landkreises Augsburg und des Marktes Zusmarshausen das Fahrgastpotenzial für einen Regional-Express-Verkehr mit Halt im bei der Variante Orange möglichen Überholbahnhof Zusmarshausen abschätzen. Dabei wurde bis April 2024 ermittelt, dass bei einer stündlichen Regional-Express-Linie Augsburg Hbf–Augsburg-Oberhausen–Zusmarshausen–Burgau–Offingen–Günzburg–Neu-Ulm–Ulm Hbf unter teilweiser Nutzung der Neubaustrecke 1830 Ein- und Aussteiger pro Werktag in Zusmarshausen zu erwarten wären. Da für eine solche Linie durch entstehende Reisezeitverkürzungen ein hohes Fahrgastpotenzial prognostiziert wird, versicherte das Bayerische Verkehrsministerium, im Fall der Auswahl der entsprechenden Trassenvariante einen Regional-Express-Verkehr über Zusmarshausen einzurichten.

#### Entscheid für eine Vorzugstrasse Juni 2024
Am 21. Juni 2024 gab die Deutsche Bahn eine Entscheidung für eine Vorzugstrasse bekannt, die zum Großteil entlang der Bundesautobahn 8 geführt werden soll und einen Regionalzughalt Zusmarshausen enthalten soll. 
Im Januar 2025 wurde der Bericht für die parlamentarische Befassung fertiggestellt. Dieser wird vom Eisenbahn-Bundesamt und vom Bundesministerium für Digitales und Verkehr geprüft und dann dem Bundestag zugeleitet. Der parlamentarische Prozess könnte nach der Bundestagswahl im zweiten Halbjahr 2025 abgeschlossen werden. Nach der parlamentarischen Befassung folgen die Entwurfsplanung und die Planfeststellung. Ein Baubeginn könnte dann zum Ende der 2020er Jahre erfolgen.

## Technik
Im Neubauabschnitt soll ETCS Level 2 ohne Signale verwendet werden.